# Cynthia Schira
Cynthia Schira, Taufname Cynthia Jones (* Juni 1934 in Pittsfield) ist eine US-amerikanische Textilkünstlerin, Künstlerin und Kunstlehrerin.

## Leben und Werk
Cynthia Schira ist die Ehefrau von Richard Schira, der an der University of Kansas unterrichtete. Von 1952 bis 1956 studierte sie an der Rhode Island School of Design und schloss mit dem Bachelor of Fine Arts ab. Anschließend studierte sie an der École d’art décoratif in Aubusson. 1958 war sie als Konservatorin der Textilsammlung am Helen Foresman Spencer Museum of Art tätig. 
Cynthia Schira reiste Ende der 1950er-Jahre nach Indien, um dort an der Universität von Baroda (dem heutigen Vadodara) Kurse für Stoffdruck zu belegen. 1965 kehrte sie an die University of Kansas zurück und beendete ihr Studium 1967 mit dem Master of Fine Arts. 
Cynthia Schira begann 1976, an University of Kansas das Fach Textildesign zu unterrichten, und prägte mehrere Generationen von Textildesignern und Textildesignerinnen. Seit Mitte der 1980er-Jahre arbeitete sie mithilfe eines computergesteuerten Webstuhls und der Designsoftware JacqCAD. Diese ermöglichte es ihr, komplexe Textilentwürfe in zum Teil enormen Dimensionen umzusetzen.